# Plaza de Don Juan de Austria (Sevilla)
La plaza de Don Juan de Austria está situada en el extremo sur del casco antiguo de la ciudad española de Sevilla. Se forma en la confluencia de la calle San Fernando y las avenidas del Cid, de Carlos V y de Menéndez Pelayo.
La plaza, en forma de rotonda, es un nudo de circulación importante de la ciudad, al estar junto al edificio de la antigua Fábrica de Tabacos sede del Rectorado de la Universidad, al edificio principal de la Audiencia de Sevilla, y muy próxima al Parque de María Luisa. Su forma actual se debe a las remodelaciones urbanas previas a la Exposición Iberoamericana de 1929.

## Fuente de las Cuatro Estaciones
Preside la plaza la fuente de las Cuatro Estaciones, popularmente conocida como "de la Pasarela". Es una fuente monumental, inaugurada en 1929 y obra de Manuel Delgado Brackenbury. El nombre se debe a las cuatro esculturas que rodean el cuerpo central de la fuente, representando a las estaciones del año: en el lado al norte la Primavera, al este el Verano, al sur el Otoño y al oeste el Invierno.
Este lugar fue conocido como La Pasarela por haberse existido en este lugar una pasarela peatonal de hierro entre los años 1896 y 1921.